# Bethalto
Bethalto ist ein Village im Madison County im Westen des US-amerikanischen Bundesstaates Illinois. Das U.S. Census Bureau hat bei der Volkszählung 2020 eine Einwohnerzahl von 9.310 ermittelt.
Bethalto liegt unweit des Mississippi River und ist Bestandteil der Metro-East genannten Region, die den in Illinois liegenden Ostteil der Metropolregion um St. Louis in Missouri umfasst.

## Lage und Verkehr
Bethalto liegt auf 38°54'15" nördlicher Breite und 90°02'48" westlicher Länge. Die Stadt erstreckt sich über eine Fläche von 16,8 km², die ausschließlich aus Landfläche besteht.
Durch den Süden von Bethalto führt der in West-Ost-Richtung verlaufende Illinois State Route 140, von der im Südwesten des Ortes die vorher deckungsgleich mit dieser verlaufende Illinois State Route 111 nach Süden abzweigt. Am Westrand von Bethalto verläuft die autobahnähnlich ausgebaute Illinois State Route 255, die die östliche Umgehungsstraße des Ballungsgebietes St. Louis bildet.
Am südlichen Rand von Bethalto liegt der St. Louis Regional Airport.
12,1 km westlich von Bethalto fließt der Mississippi River, der die Grenze zwischen Illinois und Missouri bildet.
Die Stadt St. Louis liegt 45,8 km südwestlich von Bethalto, Illinois’ Hauptstadt Springfield liegt 121 km im Nord-Nordosten.

## Demografische Daten
Bei der Volkszählung im Jahre 2000 wurde eine Einwohnerzahl von 9454 ermittelt. Diese verteilten sich auf 3810 Haushalte in 2647 Familien. Die Bevölkerungsdichte lag bei 561,2/km². Es gab 3979 Wohngebäude, was einer Bebauungsdichte von 236,2/km² entsprach.
Die Bevölkerung bestand im Jahre 2000 aus 97,8 % Weißen, 0,8 % Afroamerikanern, 0,2 % Indianern, 0,4 % Asiaten und 0,3 % anderen. 0,4 % gaben an, von mindestens zwei dieser Gruppen abzustammen. 1,0 % der Bevölkerung bestand aus Hispanics, die verschiedenen der genannten Gruppen angehörten.
25,4 % waren unter 18 Jahren, 8,5 % zwischen 18 und 24, 28,7 % von 25 bis 44, 22,9 % von 45 bis 64 und 14,8 % 65 und älter. Das durchschnittliche Alter lag bei 37 Jahren. Auf 100 Frauen kamen statistisch 91,3 Männer, bei den über 18-Jährigen 85,0.
Das durchschnittliche Einkommen pro Haushalt betrug $42.201, das durchschnittliche Familieneinkommen $50.764. Das Einkommen der Männer lag durchschnittlich bei $41.512, das der Frauen bei $22.981. Das Pro-Kopf-Einkommen belief sich auf $18.697. Rund 6,5 % der Familien und 9,2 % der Gesamtbevölkerung lagen mit ihrem Einkommen unter der Armutsgrenze.